# Pistola Erika
La Erika es una pistola semiautomática que emplea el cartucho 4,25 mm Erika/Liliput. 

## Historia y desarrollo
Esta pistola fue desarrollada en Austria en 1914 por el armero Franz Pfannl; es una pistola semiautomática con un cargador de 5 cartuchos más 1 en la recámara. La pistola lleva el cargador insertado en un brocal delante del guardamonte, además de un seguro de palanca, mecanismos de puntería fijos, gatillo de acción simple y acabado pavonado. La pistola no fue muy popular, además de no haberse distribuido en un área extensa. Su producción cesó a inicios de la década de 1930 y se estima que no superó las 3500 unidades.
El cartucho 4,25 mm Erika fue adoptado por la empresa Menz para la pistola Liliput en 1920, y fue más usado en esta arma que el cartucho terminó siendo conocido como 4,25 mm Liliput.